# Борисов Опанас Михайлович
Опанас Михайлович Борисов (1872 — ?) — селянський депутат Державної думи I скликання від Херсонської губернії.

## Біографія
Православний, селянин Єлисаветградського повіту .
Закінчив двокласне міністерське училище та витримав іспит на право заняття класної посади у воєнний час. Був у Товаристві з роздачі продовольчих позик.
В 1906 був обраний в I Державну думу Херсонським губернським виборчим зборами від з'їзду уповноважених від волостей. Входив у групу в безпартійних, за політичними поглядами — ліворуч від конституційних демократів . Виступав із аграрного питання.
Доля після розпуску Думи невідома.